# Villa Veritti

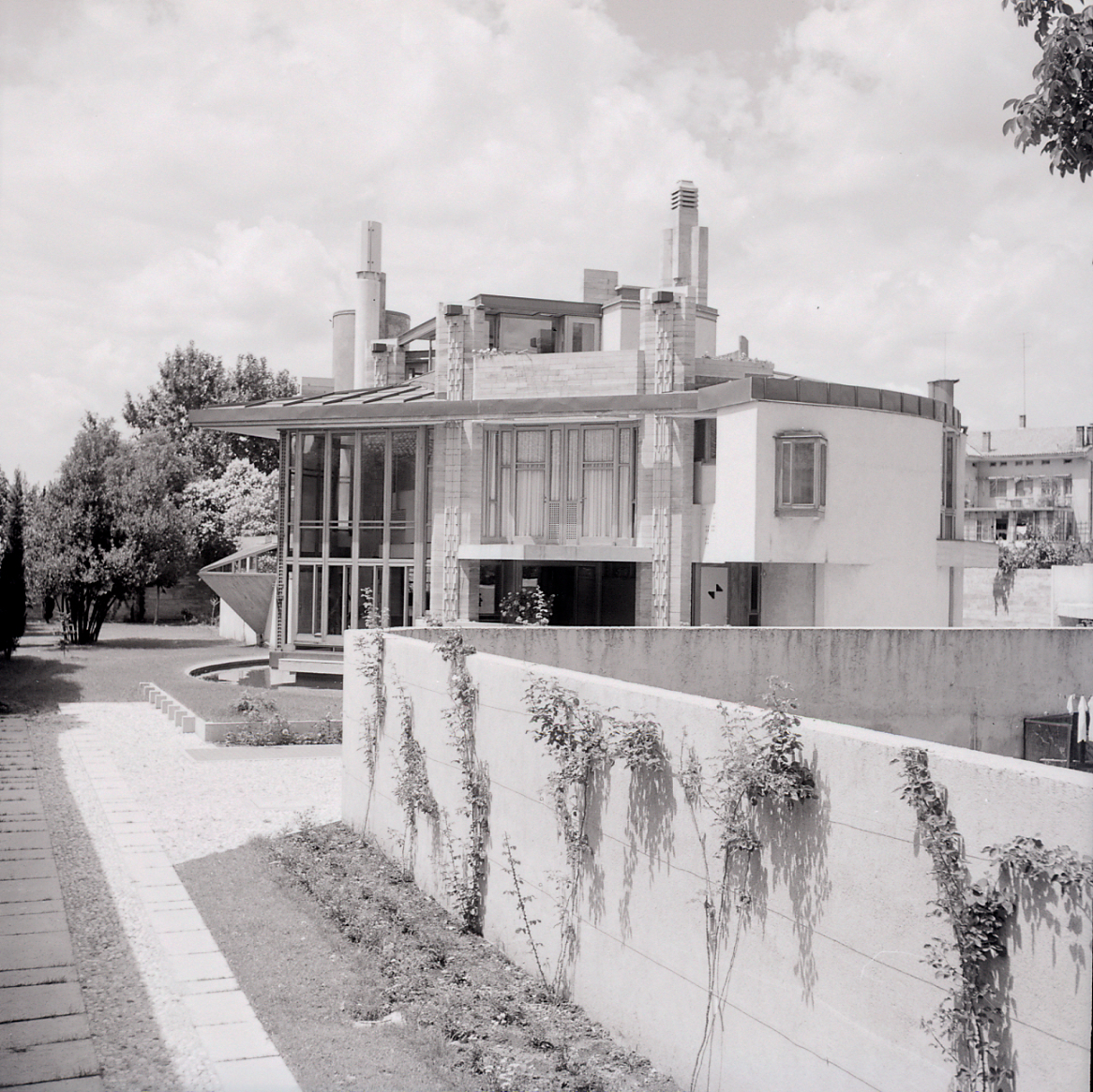
Villa Veritti (Paolo Monti, 1961)

Die Villa Veritti, auch Casa Veritti genannt, ist ein freistehendes Landhaus aus den 1960er-Jahren in  Udine in der italienischen Region Friaul-Julisch Venetien. Die Villa die unter der Leitung von Carlo Scarpa als eines der ersten, von ihm projektierten Wohnhäuser errichtet wurde, liegt in der Via Viale Duodo, 48.

## Geschichte

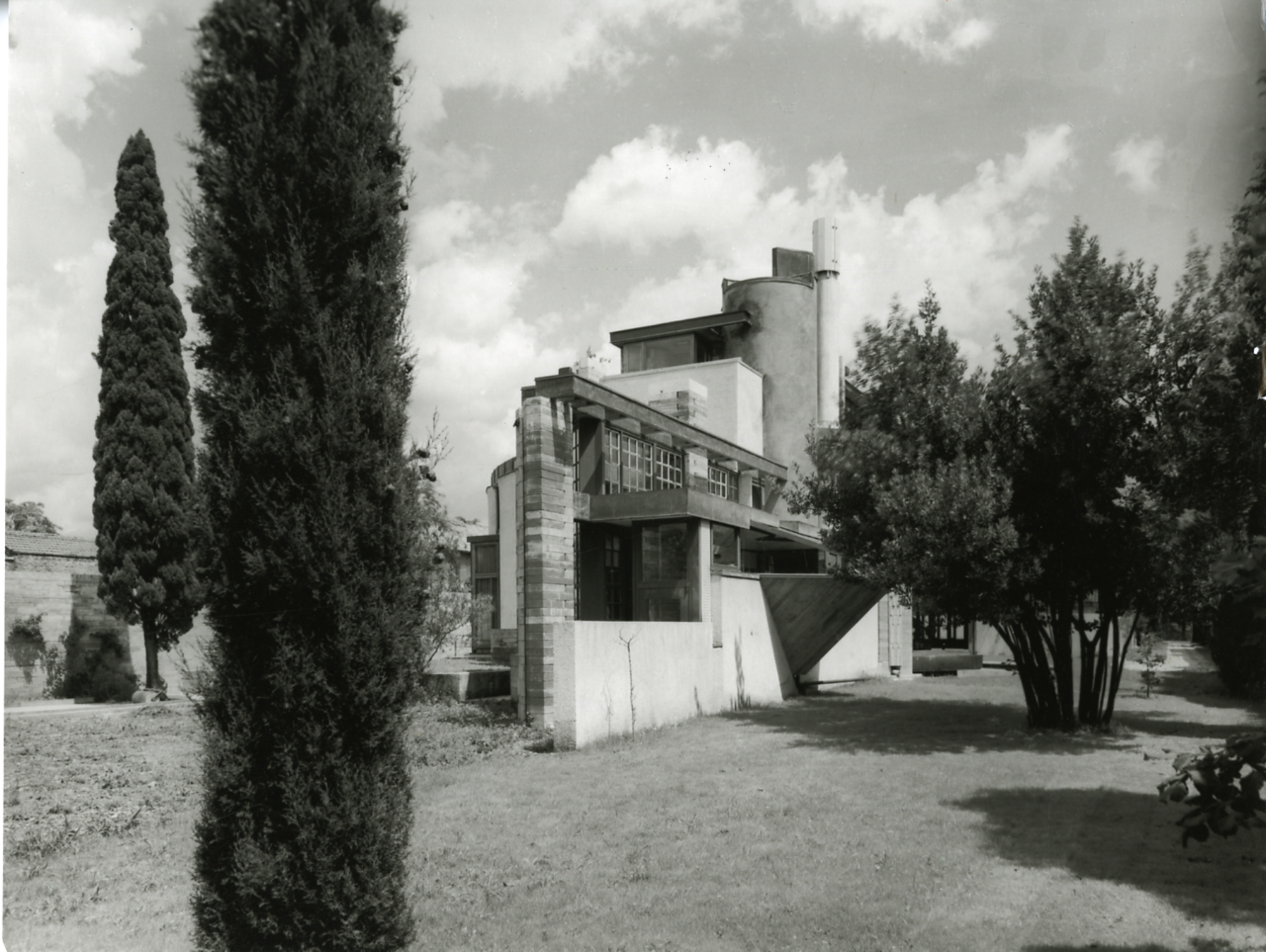
Der hintere Teil der Villa mit dem Garten. (Paolo Monti, 1961)

Carlo Scarpa baute das Wohnhaus ab 1955 für die Familie Veritti, für die er bereits eine Grabkapelle entworfen hatte. Die Villa ist eines von nur drei Wohnbauprojekten Scarpas, der dort zahlreiche Besonderheiten entwickelte, die auch seinen nachfolgenden Projekten gemein sind.
Das Casa Veritti hat über die Jahre sein ursprüngliches Aussehen behalten; nur kleine Veränderungen und ein Eingriff zur Anpassung und konservativen Wiederherstellung 40 Jahre nach dem Bau fanden statt.
2006 wurde der Platz um die Villa teilweise parzelliert, was das delikate Gleichgewicht zwischen den Innenräumen und der Umgebung des Hauses, wie es vom Projektanten vorgesehen war, veränderte. Die Gebäude, die in der Umgebung errichtet wurden, überragen die Villa, besonders im Osten und Norden.

## Beschreibung

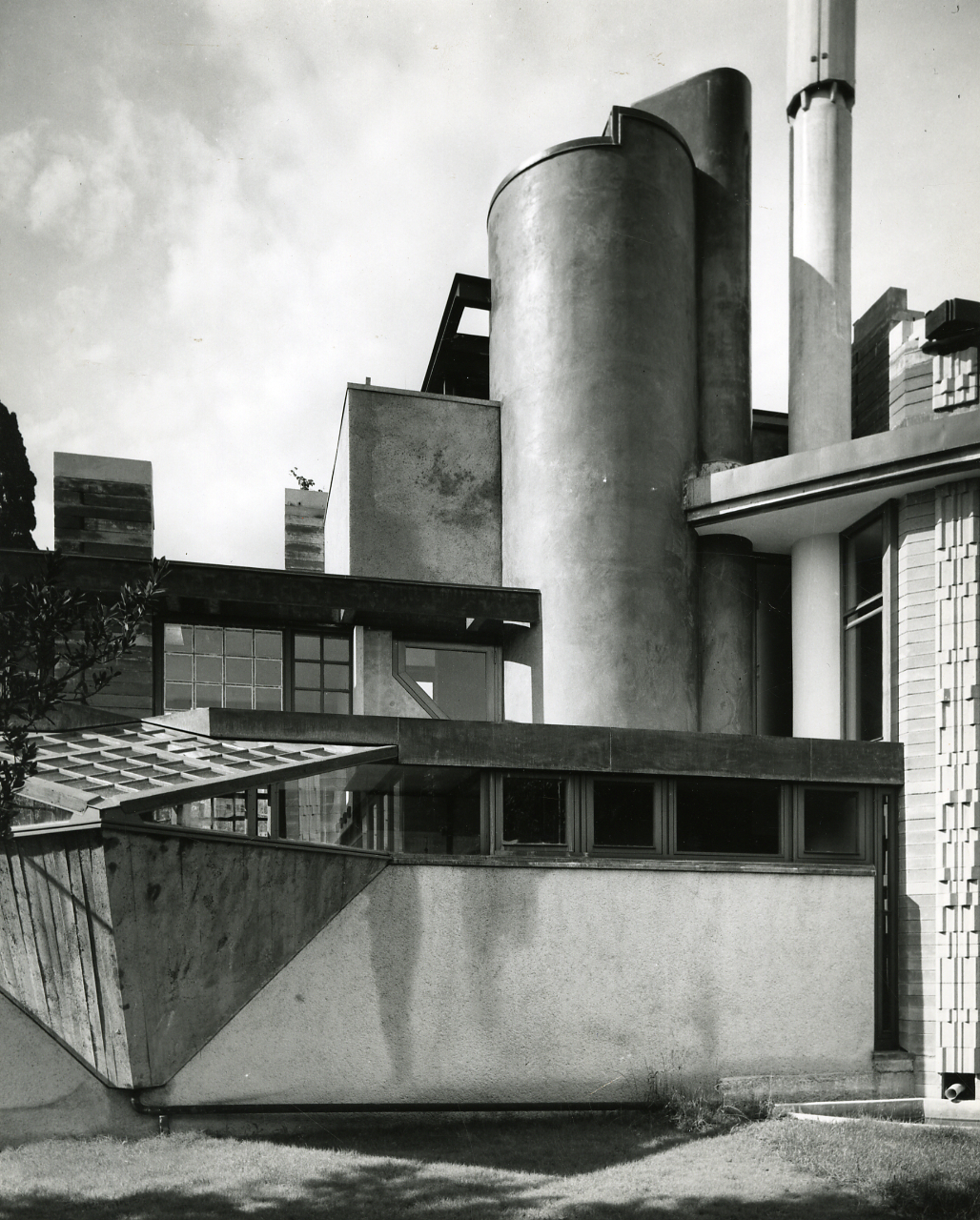
Die Villa (Paolo Monti 1961)

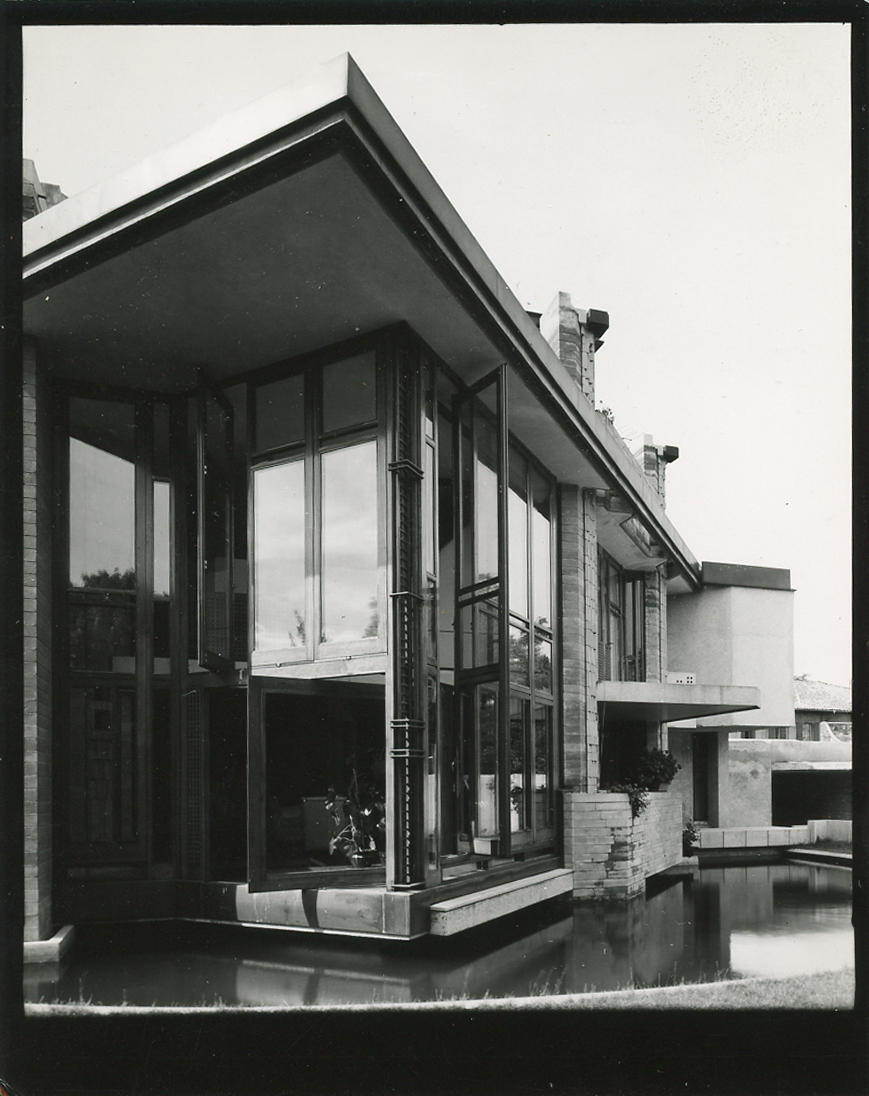
Die großen Glasflächen, die einige Ansichten des Hauses kennzeichnen. (Paolo Monti 1961)

Scarpa plante die Villa mit einem kreisförmigen Grundriss in der Mitte des Grundstücks. Das Haus hat zwei Vollgeschosse, eines zur Nutzung tagsüber und eines zur Nutzung in der Nacht. Darüber hinaus ist es mit einem Dachgeschoss ausgestattet, das über eine elegante Holztreppe erreicht werden kann. Um einen flüssigen Übergangsbereich zwischen den Stockwerken zu schaffen, wurden die Geschossböden in weiten Bereichen durchbrochen; auch im Inneren der einzelnen Stockwerke gibt es keine festen Trennungen zwischen den Räumen; es werden eher Möbel und andere Elemente zur Teilung der Zimmer verwendet. Alle Inneneinrichtungsteile, ob aus Holz oder in Stuck ausgeführten Paneelen, wurden von Scarpa entworfen.
Der Architekt machte für dieses Wohnhaus umfangreichen Gebrauch von zylindrischen Wänden anstatt rechtwinkligen, wobei er robuste Pfeiler nutzte, um die Notwendigkeit von Wänden zu reduzieren.
Eines der herausragendsten Merkmale der Villa Veritti ist die Beziehung zwischen innen und außen: Jeder Weg und jede Öffnung des Gebäudes wurde von Scarpa auf die Funktion des Blicks auf den Garten ausgerichtet: Die Architektur des Gartens und die räumliche Aufteilung der Pflanzen wurden ebenfalls genau festgelegt, sodass sich eine Verbindung zwischen Innen- und Außenraum ergibt. Der begrenzte Platz und die schmale, längliche Form des Grundstücks hinderten den Architekten nicht daran, dem Gebäude einen richtigen Garten zu verschaffen, also bog der die Architektur, um den Garten ins Innere des Gebäudes zu bringen, und schuf so einen Wintergarten und schirmte unerwünschte Blicke nach draußen sorgfältig mit Wänden ab, auch unter Berücksichtigung des Kontextes der Peripherie. Es wurden stattdessen für andere Bauteile große, durchgehende Glasfenster in voller Höhe eingesetzt, insbesondere auf der Südseite, wo sie sich auf der Wasserfläche spiegeln, – und zum Wintergarten.
Scarpa gab sich Mühe, Räume voller Licht zu schaffen. Die Wände und die Decken sind seidenmatt, die Böden sind gefliest, wogegen der Boden im Schlafzimmer als Holzboden ausgeführt ist. Die eingesetzten Materialien und Techniken sind die, die in der Architektur Scarpas immer wiederkehren: Der venezianische Stuck, der Putz, der mit Kalkmilch gespachtelt wird, der gehämmerte Beton und die Mahagonitäfelung.

## Bildergalerie

Fotos von Paolo Monti von den Details des Gebäudes, 1961
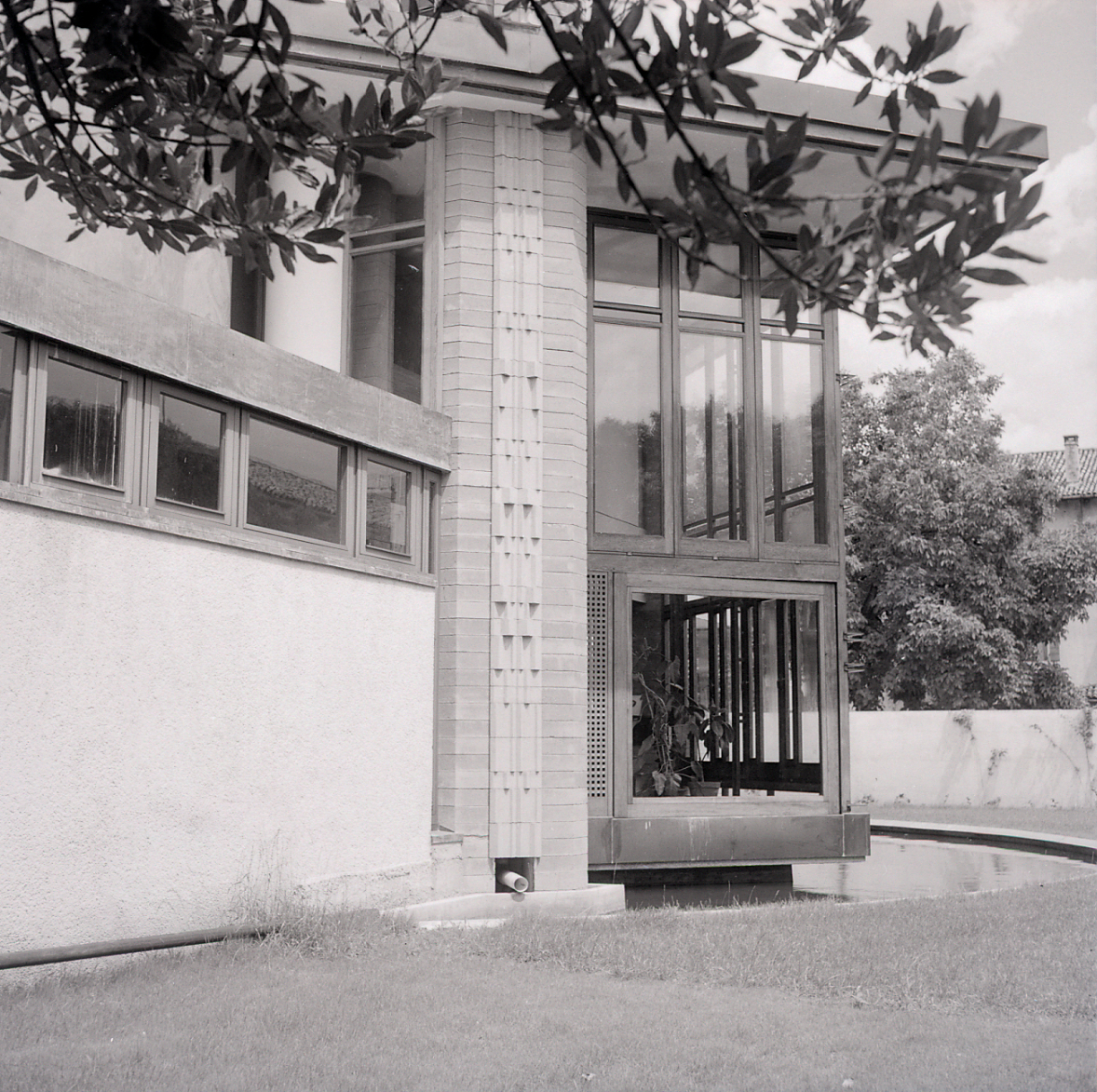
Blick auf den Garten: Der Wasserspiegel
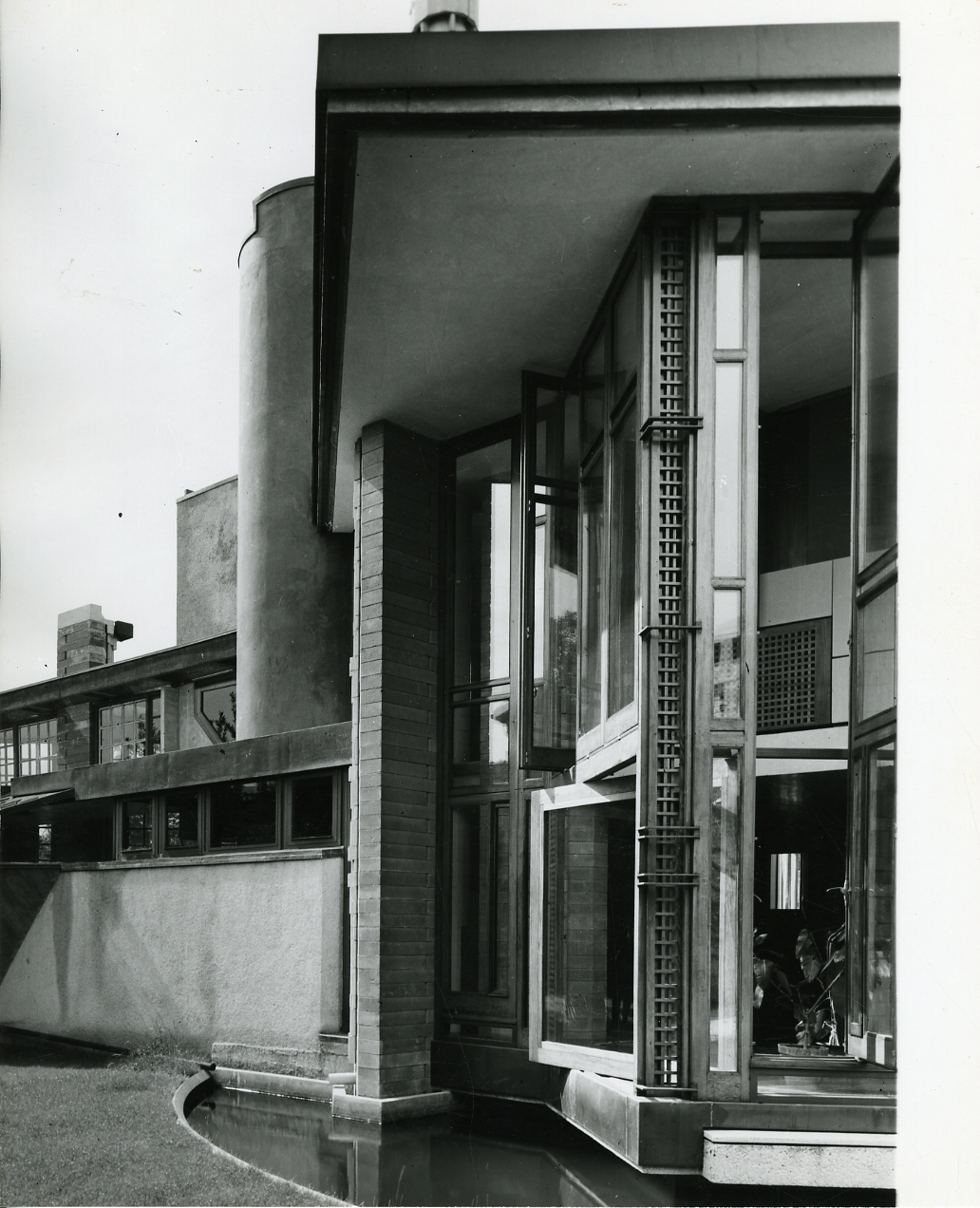
Fassadenteil zum Wasserspiegel hin
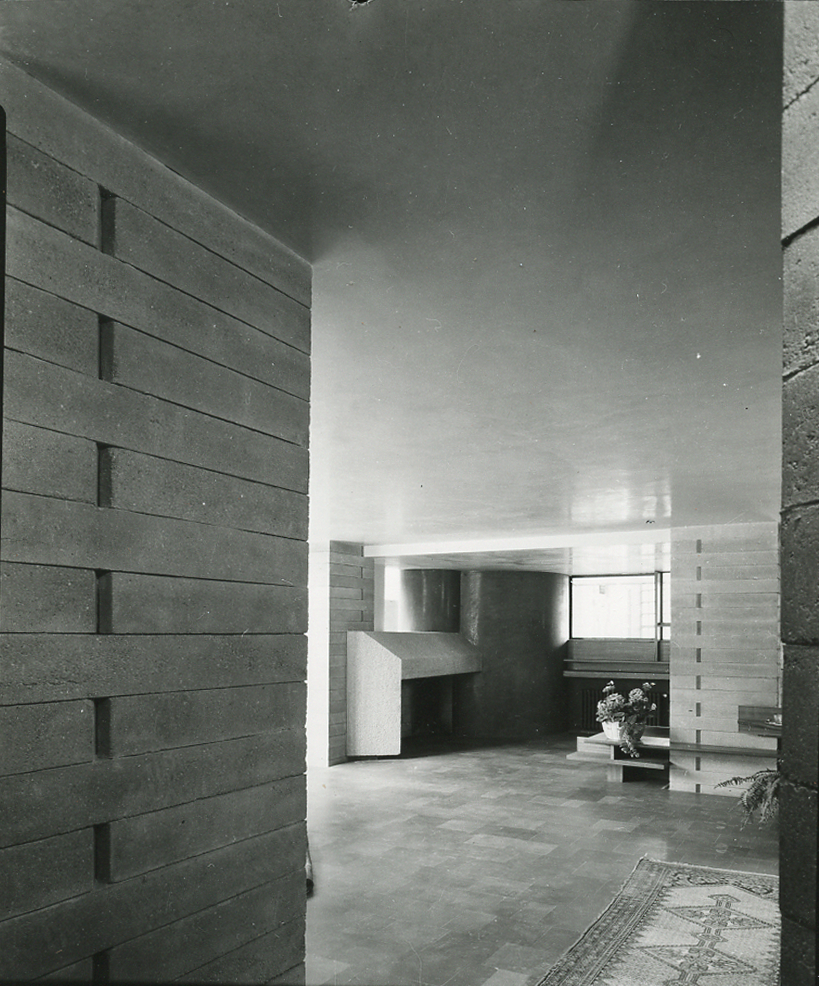
Innenräume der Villa
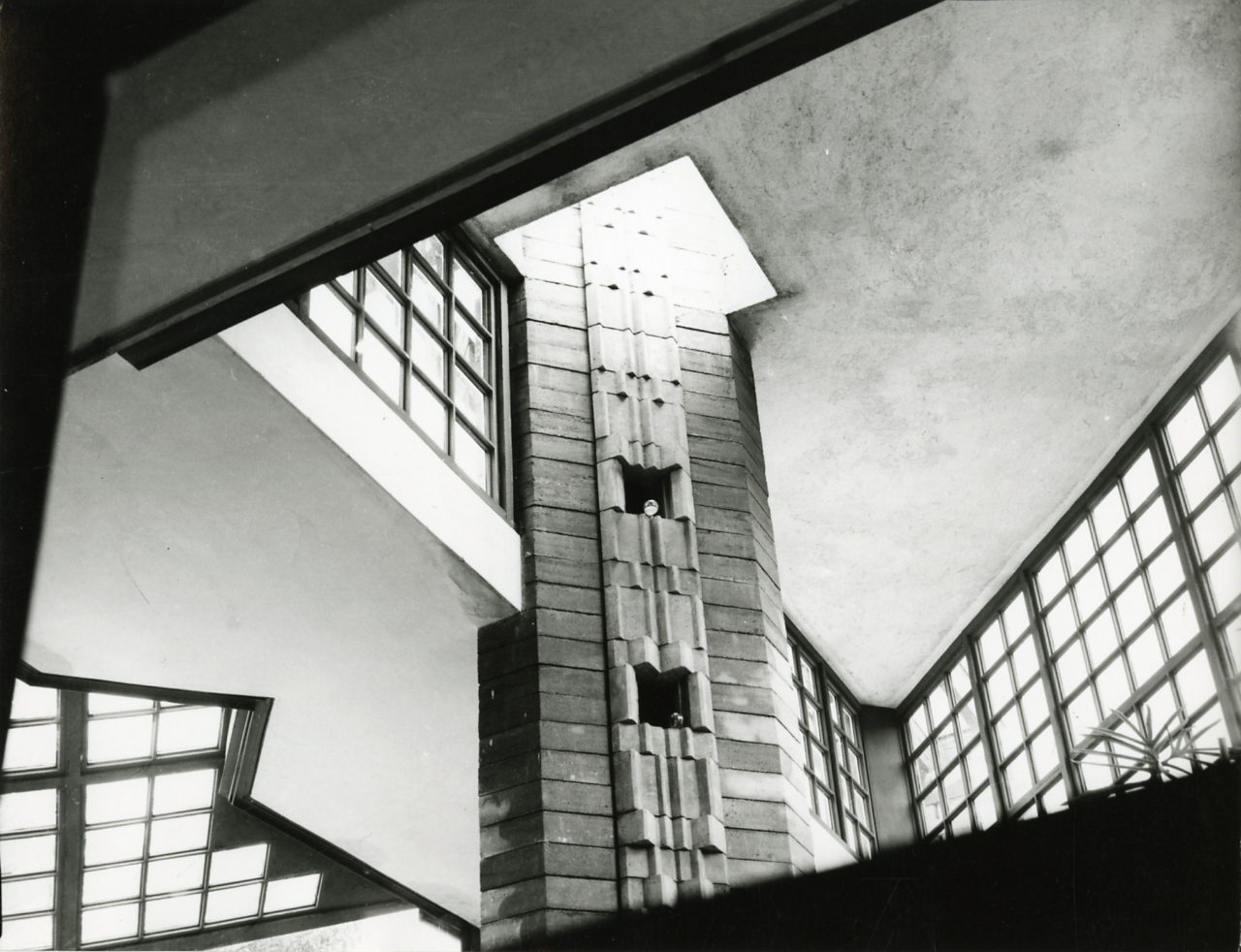
Der weiträumige Einsatz von Glasflächen und Öffnungen in den Böden und Decken verleiht den Innenräumen eine besondere Flüssigkeit und Leuchtkraft
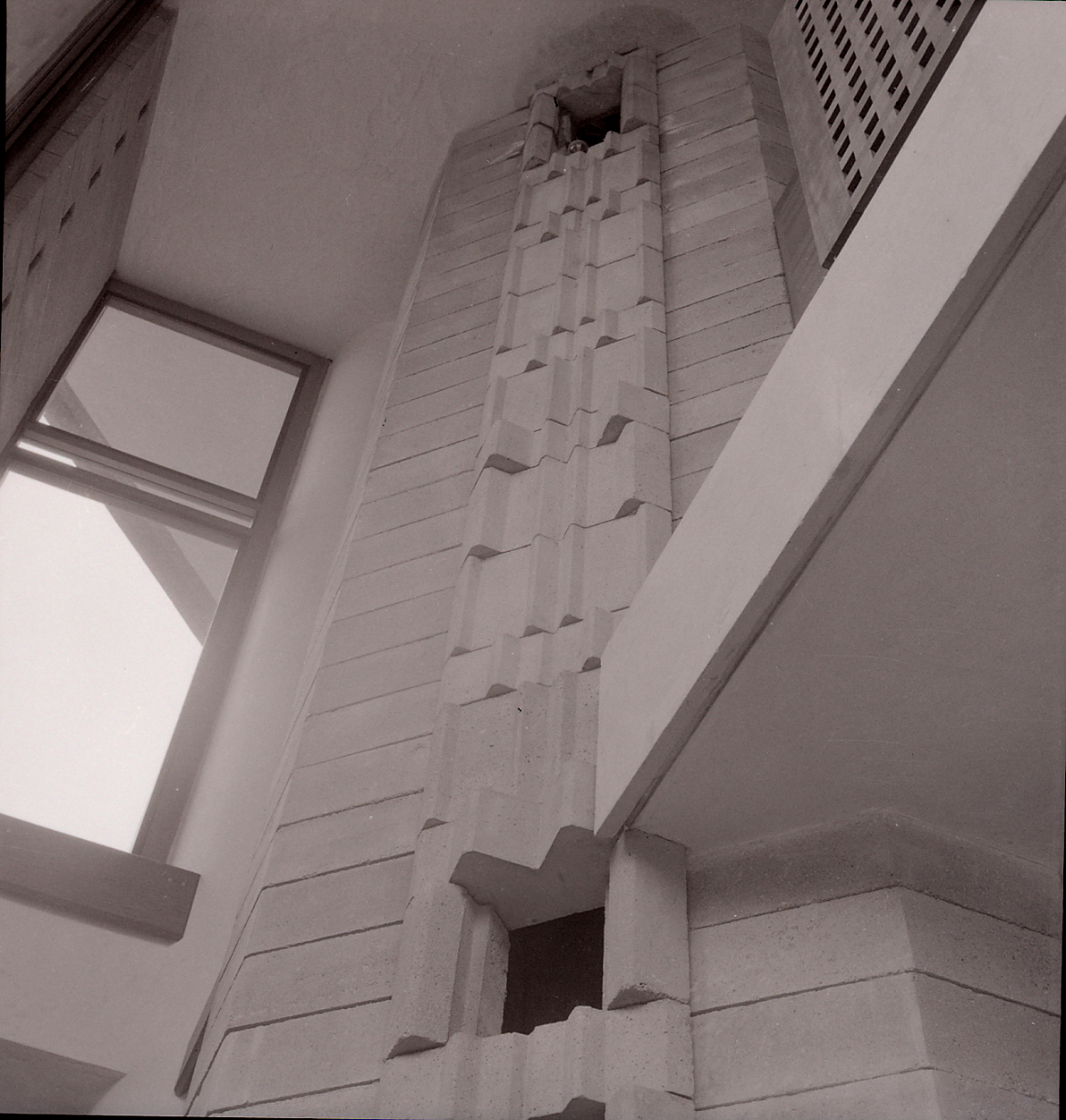
Innenräume der Villa: Fläche mit doppelter Raumhöhe
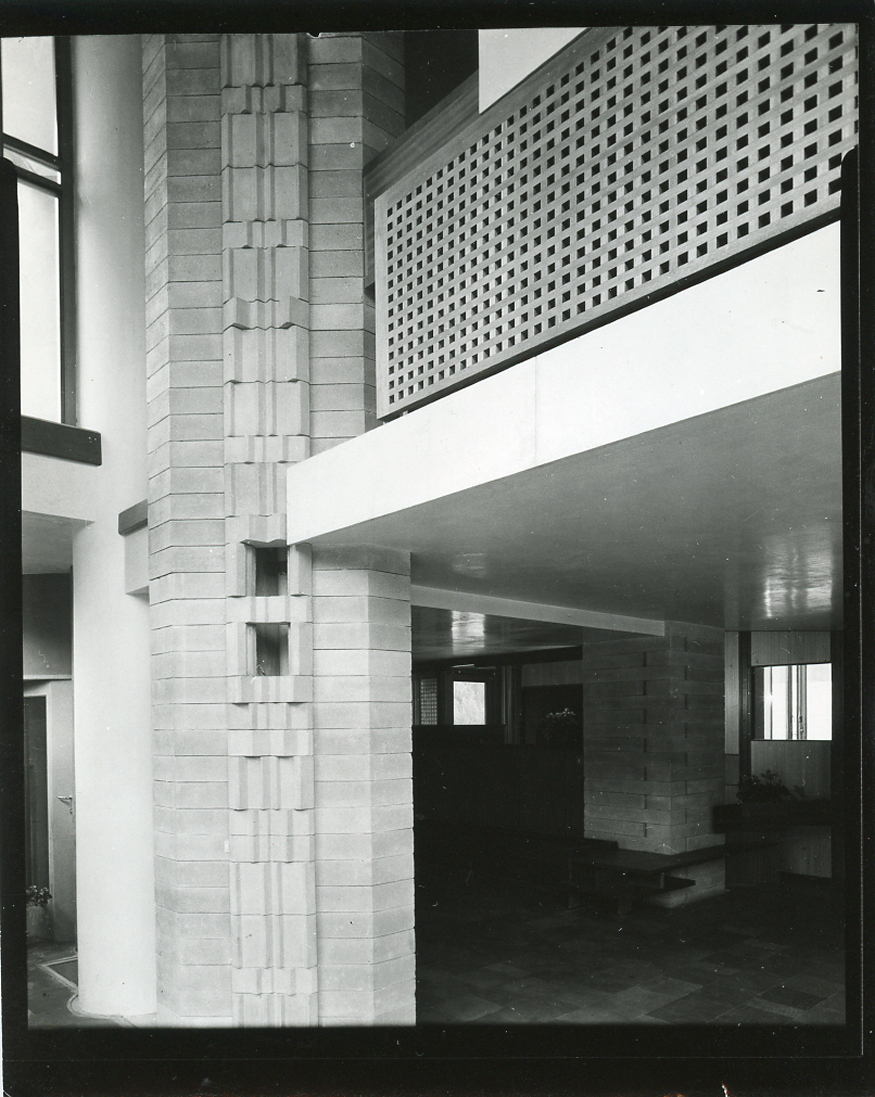
Die beiden Hauptgeschosse des Gebäudes